# Clossiana maritima
Clossiana maritima är en fjärilsart som beskrevs av Kardakoff 1928. Clossiana maritima ingår i släktet Clossiana och familjen praktfjärilar. Inga underarter finns listade i Catalogue of Life.